# St.-Helena-Sturmtaucher
Der St.-Helena-Sturmtaucher (Puffinus pacificoides) ist ein ausgestorbener Meeresvogel aus der Gattung der Sturmtaucher (Puffinus). Er brütete auf der Südatlantik-Insel St. Helena. Das Artepitheton pacificoides bezieht sich auf seine Verwandtschaft zum rezenten Keilschwanz-Sturmtaucher (Puffinus pacificus).

## Merkmale
Der Holotypus ist ein nahezu vollständiger linker Oberschenkelknochen, der 1971 von Storrs Lovejoy Olson im äolischen Kalksandstein nahe Sugarloaf Hill auf St. Helena zu Tage gefördert wurde. Er hat eine Gesamtlänge von 32,2 mm. Seine Färbung ist weiß mit dunklen Wellenzeichnungen. Bereits in den frühen 1960er-Jahren hatte Philip Ashmole sieben Fragmente von Beinelementen einer unbeschriebenen Sturmtaucherart gesammelt, die später dieser Art zugeordnet wurden. Das als Paratypen gekennzeichnete Material umfasst Oberschenkelknochen und Fragmente von Tibiotarsi, Tarsometatarsi, Oberarmknochen, Ellen, Carpometacarpi, Rabenbeine, Schnabelknochen, Unterkiefer und Zehenknochen. Insgesamt sind 73 Knochen bekannt. Der St.-Helena-Sturmtaucher war ein mittelgroßer Vogel aus der Artengruppe des Graumantel-Sturmtauchers (Puffinus bulleri). Er war größer und robuster als der Keilschwanz-Sturmtaucher.

## Aussterben
Der St.-Helena-Sturmtaucher starb vor etwa 14.000 Jahren auf natürliche Weise bedingt durch den schnellen Anstieg des Meeresspiegels von 135 bis 80 m unterhalb der heutigen Meeresspiegelhöhe im Jungpleistozän aus. Die Wassertemperatur lag vermutlich ungefähr 2 °C unterhalb des Maximums im Holozän. Auch die von Südosten kommenden Passatwinde waren stärker als heute. 